# 캠퍼스 레전드
《캠퍼스 레전드》(영어: Urban Legend)는 미국과 캐나다에서 제작된 제이미 블랭크스 감독의 1998년 슬래셔 영화이다. 재러드 레토 등이 출연하였고, 지나 매슈스 등이 제작에 참여하였다.
시리즈화되었으며, 속편으로 《캠퍼스 레전드 2》(2000)와 《캠퍼스 레전드 3》(2005)이 있다.

## 출연
- 재러드 레토
- 얼리샤 윗
- 리베카 게이하트
- 조슈아 잭슨
- 너타샤 그레그슨 와그너
- 로레타 더바인
- 태라 리드
- 마이클 로즌바움
- 대니엘 해리스
- 존 네빌
- 로버트 잉글런드
- 브래드 도리프

## 기타 제작진
- 배역: 존 팹시데라
- 미술: 찰스 브린
- 의상: 메리 클레어 해넌
- 음악 감독: 엘리엇 루리